# 白镴

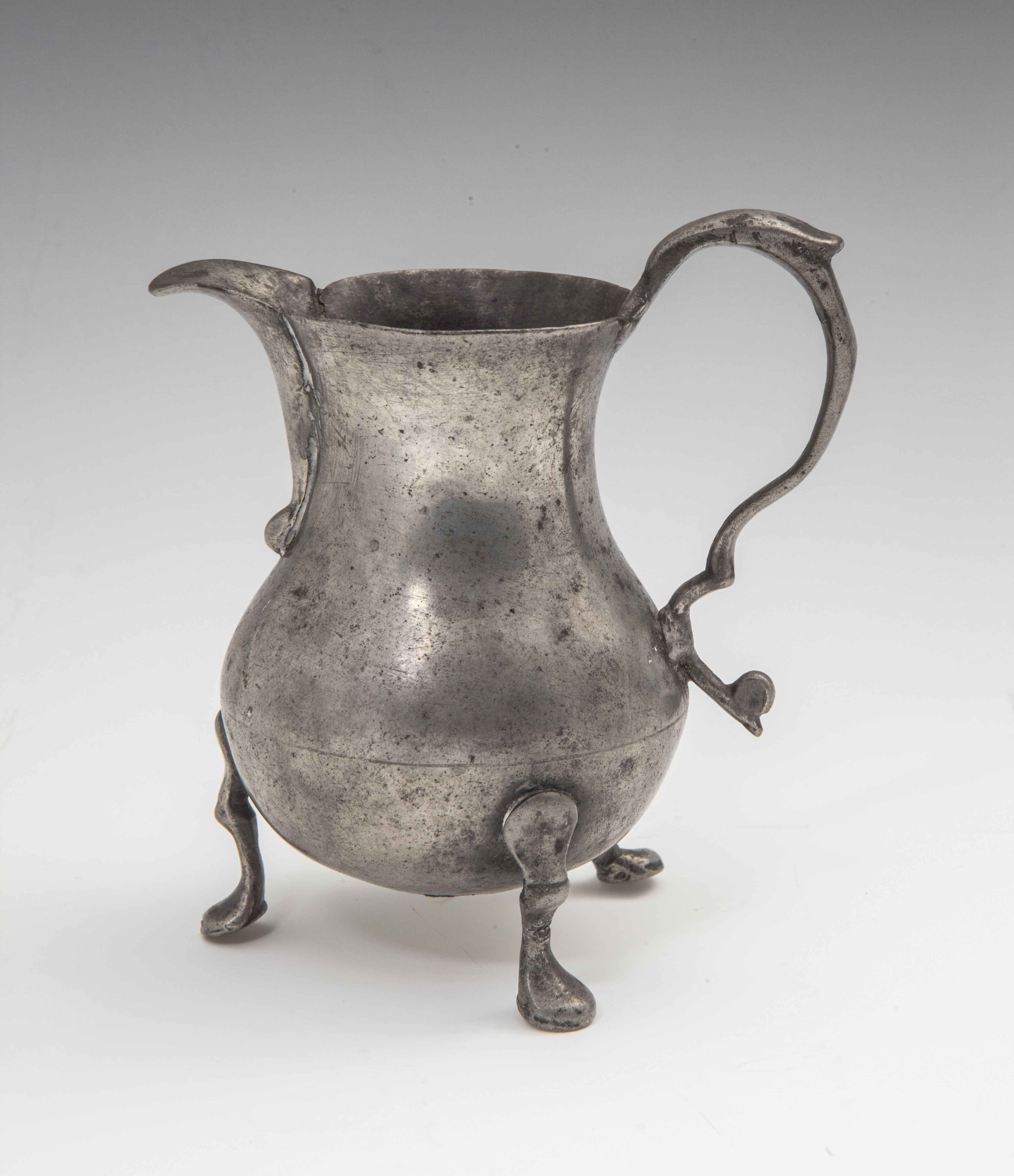
一個大約製作於1780年的白鑞水瓶

白鑞（pewter），是一種鉛錫合金，它的熔點非常低，約170至230℃。

## 簡介
目前普遍使用的白鑞器具成分是錫加上銻和銅。當前在西方國家的一般家庭若經濟不夠好而不能擁有銀器時，通常選擇購買擁有的就是白鑞製品。
古代的白鑞製品大概都含有鉛，所以一般的配方是 70% 的錫和 30% 的鉛，但是含鉛的白鑞是不能用於餐具的，因為鉛會釋出毒，所以現代要買白鑞製品時可以要求買含鉛或是不含鉛，不含鉛的白鑞器具價格比較高，因為它的品質比較好，通常不含鉛的白鑞會拿來作食用的器皿，若含鉛的會用於裝飾用途。白鑞若含鉛時日久了會變黑，含銻的柔軟度較高更加耐用。